# Myriopholis blanfordi
Myriopholis blanfordi — вид змій родини струнких сліпунів (Leptotyphlopidae). Мешкає в Південній Азії. Вид названий на честь англійського натураліста Вільяма Томаса Бланфорда.

## Поширення і екологія
Myriopholis blanfordi мешкають переважно в Пакистані, а також в сусідніх районах Афганістану, на заході Індії, спостерігалися в Ірані. Вони живуть у вологих місцевостях поблизу водойм (солоних, прісних, постійних і сезонних), в пухкому піщаному ґрунті. Ведуть риючий спосіб життя, живляться мурахами і термітами. Самиці відкладають яйця, в кладці від 2 до 8 яєць.